# أماسي مارتروسيان
أماسي مارتروسيان(أرمني: Ամասի Պետրոսի Մարտիրոսյան)، كان مخرجًا سينمائيًا ومغنياً سينمائية وممثلًا.

## فيلموغرافيا

### كممثل
- ناموس (1925) كما سمبات
- Zare (1927) as Zurba
- Khaspush (1928) كما الملا
- زانجزور (1938) ضابط داشناك

### كمدير مساعد
- خابتش (1928)
- روح الشر (1928)
- ديفيد بيك (1944)
- أناهيت (1947)

## وصلات خارجية
- أماسي مارتروسيان على موقع IMDb (الإنجليزية)
- أماسي مارتروسيان على موقع قاعدة بيانات الفيلم (الإنجليزية)
- أماسي مارتروسيان على موقع كينوبويسك (الروسية)